# Heteromysoides berberae
Heteromysoides berberae är en kräftdjursart som beskrevs av Mihai Bacescu och G. I. Müller 1985. Heteromysoides berberae ingår i släktet Heteromysoides och familjen Mysidae. Inga underarter finns listade i Catalogue of Life.